# Coupe Charles Drago 1958
Navigation
Édition précédente Édition suivante
La sixième édition de la Coupe Charles Drago est organisée durant la deuxième partie de la saison 1957-1958 par la Ligue nationale de football pour les clubs professionnels français, et se déroule sur une période de février à juin. La compétition oppose les clubs éliminés de la Coupe de France de football avant les quarts de finale.

## Clubs participants
| Division 1 - Olympique d'Alès - SCO Angers - AS Béziers - Lille OSC - Olympique lyonnais - Olympique de Marseille - FC Metz - OGC Nice - RC Paris - AS Saint-Étienne - UA Sedan-Torcy - FC Sochaux-Montbéliard - Toulouse FC - US Valenciennes-Anzin | Division 2 - AS Aix-en-Provence - RCFC Besançon - AS Cannes - US Forbach - FC Grenoble - Le Havre AC - Limoges FC - SO Montpellier - FC Nancy - FC Nantes - CA Paris - FC Perpignan - Red Star Olympique - Stade rennais UC - FC Rouen - Stade français - SC Toulon - AS Troyenne et Savinienne |

## Premier tour
Les matchs se déroulent sur le terrain du premier club cité, sauf note contraire. En cas de match nul, le match est rejoué.
Les clubs participants ont été éliminés en trente-deuxièmes de finale de la Coupe de France, à l'exception de l'US Forbach, du FC Nancy, du CA Paris et du FC Perpignan, éliminés au tour précédent.
Le total de clubs engagés étant impair, un club est exempté. Il s'agit du FC Nancy.
Matchs disputés le 2 février 1958 sauf note contraire.
| Équipe 1                | Score      | Équipe 2                    | Notes                  |
| Red Star Olympique (D2) | 2 - 0      | US Forbach (D2)             | Disputé le 1er février |
| AS Aix-en-Provence (D2) | 3 - 2      | Toulouse FC (D1)            | Disputé le 1er février |
| FC Nantes (D2)          | 1 - 5      | US Valenciennes-Anzin (D1)  | Disputé le 1er février |
| OGC Nice (D1)           | 4 - 1      | FC Perpignan (D2)           | Disputé à Arles        |
| AS Cannes (D2)          | 4 - 1 a.p. | Olympique de Marseille (D1) |                        |
| FC Metz (D1)            | 0 - 2      | Stade français (D2)         |                        |
| FC Grenoble (D2)        | 6 - 0      | CA Paris (D2)               |                        |

## Deuxième tour
Les matchs se déroulent sur le terrain du premier club cité, sauf note contraire. En cas de match nul, le match est rejoué.
Aux huit clubs qualifiés à la suite du premier tour se joignent les clubs professionnels éliminés en seizièmes de finale de la Coupe de France : Angers, Béziers, Lille, Limoges, Montpellier, Rennes, Saint-Étienne, Sedan, Sochaux et Troyes.
Matchs disputés le 2 mars 1958, sauf note contraire.
| Équipe 1                       | Score      | Équipe 2                | Notes               |
| AS Aix-en-Provence (D2)        | 2 - 1      | Lille OSC (D1)          | Disputé le 1er mars |
| FC Grenoble (D2)               | 1 - 2      | AS Saint-Étienne (D1)   | Disputé le 1er mars |
| SO Montpellier (D2)            | 4 - 3 a.p. | SCO Angers (D1)         | Disputé le 1er mars |
| US Valenciennes-Anzin (D1)     | 3 - 1      | Stade français (D2)     |                     |
| FC Sochaux-Montbéliard (D1)    | 1 - 2      | Limoges FC (D2)         |                     |
| Stade rennais UC (D2)          | 4 - 3      | AS Béziers (D1)         |                     |
| AS Cannes (D2)                 | 1 - 2      | OGC Nice (D1)           |                     |
| FC Nancy (D2)                  | 0 - 1      | Red Star Olympique (D2) | Disputé à Longwy    |
| AS Troyenne et Savinienne (D2) | 0 - 1      | UA Sedan-Torcy (D1)     | Disputé le 26 mars  |

## Troisième tour
Les matchs se déroulent sur le terrain du premier club cité. En cas de match nul, le match est rejoué.
Aux neuf clubs qualifiés à la suite du deuxième tour se joignent les clubs professionnels éliminés en huitièmes de finale de la Coupe de France : Alès, Besançon, Le Havre, Lyon, le RC Paris, Rouen et Toulon.
Matchs disputés le 6 avril 1958 sauf note contraire.
| Équipe 1                | Score      | Équipe 2                   | Notes              |
| Red Star Olympique (D2) | 1 - 2      | RC Paris (D1)              | Disputé le 5 avril |
| AS Aix-en-Provence (D2) | 1 - 4      | OGC Nice (D1)              | Disputé le 5 avril |
| Limoges FC (D2)         | 1 - 3      | AS Saint-Étienne (D1)      |                    |
| SO Montpellier (D2)     | 2 - 0      | Olympique d'Alès (D1)      |                    |
| SC Toulon (D2)          | 4 - 2      | US Valenciennes-Anzin (D1) |                    |
| Le Havre AC (D2)        | 0 - 3      | Stade rennais UC (D2)      |                    |
| FC Rouen (D2)           | 2 - 2 a.p. | UA Sedan-Torcy (D1)        | Disputé le 9 avril |
| RCFC Besançon (D2)      | 0 - 1 a.p. | Olympique lyonnais (D1)    | Disputé le 9 avril |

- Match à rejouer

| UA Sedan-Torcy (D1) | 4 - 1 | FC Rouen (D2) | Disputé le 17 avril |

## Quarts de finale
Les matchs se déroulent sur le terrain du premier club cité, sauf note contraire. En cas de match nul, le match est rejoué.
Matchs disputés le 8 mai 1958, sauf note contraire.
| Équipe 1              | Score      | Équipe 2                | Notes                      |
| OGC Nice (D1)         | 4 - 2      | Olympique lyonnais (D1) | Disputé à Oran le 27 avril |
| UA Sedan-Torcy (D1)   | 1 - 1 a.p. | SO Montpellier (D2)     | Disputé à Clermont-Ferrand |
| AS Saint-Étienne (D1) | 4 - 1      | Stade rennais UC (D2)   |                            |
| SC Toulon (D2)        | 4 - 2      | RC Paris (D1)           | Disputé à Grenoble         |

- Match à rejouer

| UA Sedan-Torcy (D1) | 4 - 2 | SO Montpellier (D2) | Disputé le 20 mai à Valenciennes |

## Demi-finales
Les matchs se déroulent sur terrain neutre. En cas de match nul, le match est rejoué.
Matchs disputés le 21 mai et le 1er juin 1958.
| Équipe 1              | Score | Équipe 2            | Notes                         |
| AS Saint-Étienne (D1) | 3 - 2 | SC Toulon (D2)      | Disputé à Marseille le 21 mai |
| OGC Nice (D1)         | 4 - 2 | UA Sedan-Torcy (D1) | Disputé à Limoges le 1er juin |

## Finale
Après 1955, l'AS Saint-Étienne remporte sa deuxième Coupe Drago face à l'OGC Nice qui disputait sa première finale. Parmi les Stéphanois vainqueurs en 1955 figuraient déjà Domingo, N'Jo Léa et Wicart. Curiosité, ils retrouvaient parmi les Niçois Ferry et Foix, anciens coéquipiers lors de ce premier succès stéphanois.
L'AS Saint-Étienne, supérieure en championnat à l'OGC Nice, fait respecter l'ordre établi en s'imposant. Le Hongrois Nyers ouvre le score peu après la mi-temps, avant qu'Oleksiak ne double la mise à l'heure de jeu. Foix redonne espoir aux siens en réduisant l'écart à un quart d'heure de la fin, mais c'est insuffisant pour les Niçois qui s'inclinent sur le score de deux buts à un.
| Clubs            | AS Saint-Étienne - OGC Nice |
| Score            | 2-1 (0-0) |
| Date             | 7 juin 1958 |
| Stade            | Stade de la Prairie, Alès 3 333 spectateurs |
| Arbitre          | M. Jacques Devillers |
| Buts             | Nyers (47e) et Oleksiak (57e) pour Saint-Étienne ; Foix (77e) pour Nice |
| AS Saint-Étienne | Robert Philippe, Michel Tylinski, Robert Herbin, François Wicart, René Domingo, René Ferrier, Yvon Goujon, Georges Peyroche, Eugène N'Jo Léa, Jean Oleksiak, Ferenc Nyers. Entraîneur : Jean Snella       |
| OGC Nice         | Georges Lamia, Théodore Martinez, Pancho Gonzales, Koczur Ferry, Alain Cornu, Vincent Scannella, Jacques Foix, Joseph Ujlaki, François Milazzo, Alberto Muro, Victor Nuremberg. Entraîneur : Jean Luciano |